# Carrie Chapman Catt
Pour les articles homonymes, voir Chapman et Catt.

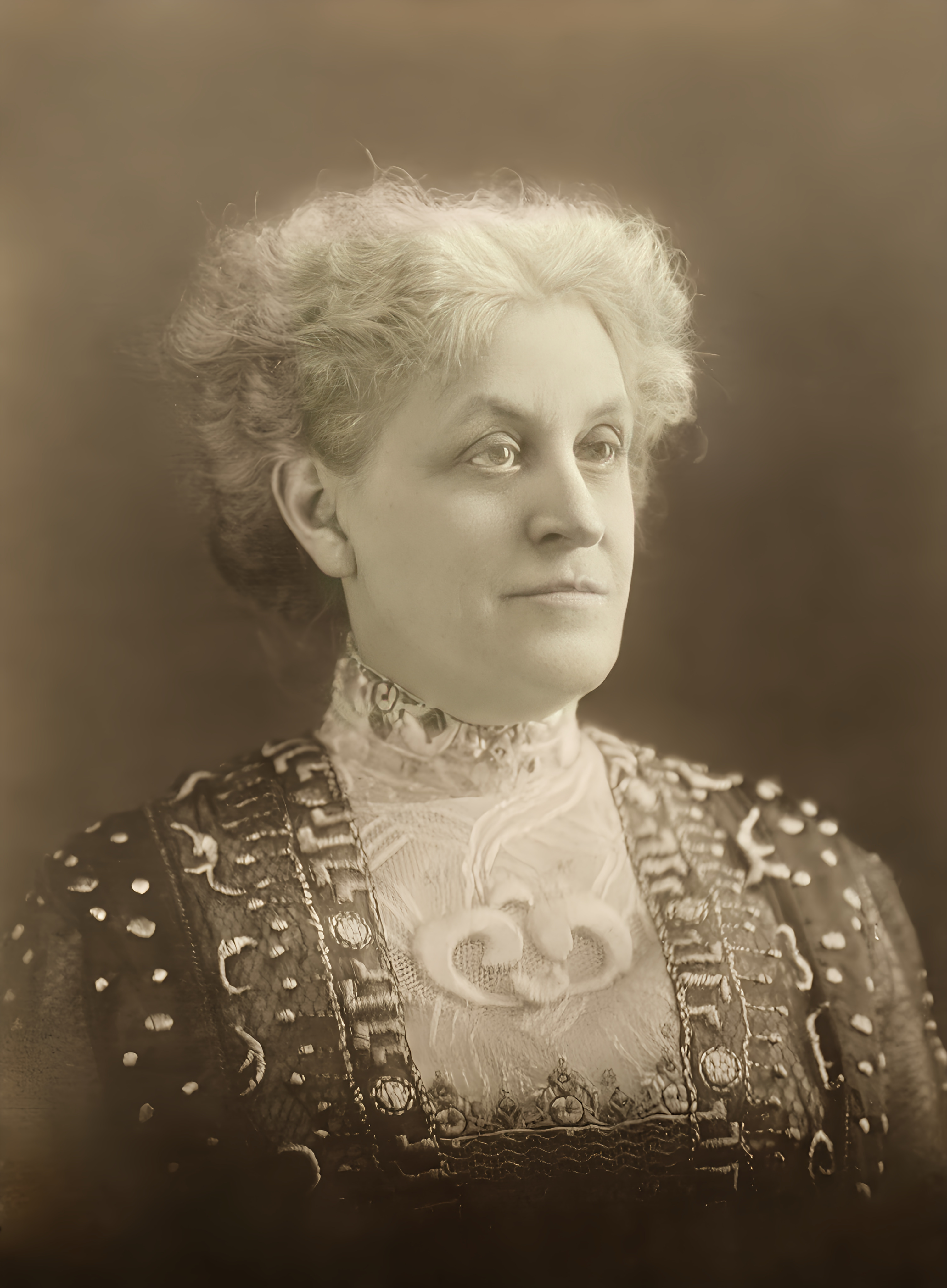
Carrie Chapman Catt. Avant 1913.

Carrie Lane, connue sous le nom de Carrie Chapman Catt, née le 9 janvier 1859 à Ripon (Wisconsin) et morte le 9 mars 1947 à New Rochelle (New York), est une journaliste, professeure et militante féministe américaine. Elle est entrée dans l'histoire pour son combat qui aboutit à l'adoption par le Congrès des États-Unis du dix-neuvième amendement de la Constitution, le 21 mai 1919, qui donne le droit de vote aux femmes dans l’ensemble des États de l’Union.

## Biographie

### Jeunesse et formation
Carrie est la seconde des enfants de Maria Clinton et de Lucius Lane, des agriculteurs de Potsdam, dans l'État de New York. En 1866, après la guerre de Sécession, ses parents emménagent à Charles City dans l'État de l'Iowa.

### Carrière
Elle sera élue deux fois présidente de la National American Woman Suffrage Association (NAWSA) (Association nationale pour le suffrage des femmes américaines), de 1900 à 1904, puis de 1915 à 1920. Son second mandat coïncide avec l'apogée du mouvement qui aboutit à l'adoption en 1920 du 19e amendement qui donne le droit de vote aux femmes dans l'ensemble de l'Union (promulgué le 26 août 1920 après la ratification de tous les États).
Elle a participé à la fondation de l'International Woman Suffrage Alliance (IWSA) (Alliance internationale pour le suffrage des femmes), dont elle a été la présidente de 1904 à 1923. La IWSA existe toujours sous le nom de International Alliance of Women (Alliance internationale des femmes).
Catt fonde la League of Women Voters (Ligue des femmes électeurs) en 1920 pour succéder à la NAWSA. Elle se présentera à l'élection présidentielle la même année.
En 1921, Carrie Chapman Catt reçoit un legs fait en 1914 de Mme Frank Leslie, à charge pour elle d'utiliser cet argent pour obtenir le droit de vote. Comme cet argent ne lui parvient qu'en 1921, alors que les Américaines ont enfin le droit de vote depuis un an, Catt décide d'utiliser cet argent pour aider les féministes d'Amérique du Sud. En avril 1922, une conférence pan-américaine se tient à Baltimore. Là se retrouvent 85 femmes de 22 pays. La Pan-American Association for the Advancement of Women est créée et Catt en devient présidente. En 1923, elle se rend en Amérique du Sud où elle rencontre des féministes et des représentants des pouvoirs en place. Elle s'arrête d'abord au Brésil où elle s'entretient avec Bertha Lutz. Catt se rend ensuite en Argentine, en Uruguay et au Chili où à chaque fois des féministes acceptent de participer à l'association pan-américaine.

### Vie personnelle
- 1885 : elle épouse Léo Chapman qui décède un an plus tard de la fièvre typhoïde[6].
- 1890 : elle épouse George Catt, un ingénieur[6].
- Après la mort de George Catt, Carrie Chapman Catt s'installe avec Mary « Mollie » Garrett Hay, une suffragette de New York. Quand celle-ci meurt en 1928, Alda Heaton Wilson emménage avec Carrie Chapman Catt et reste sa compagne jusqu'à sa mort[7].
- Carrie repose au cimetière de Woodlawn dans le Bronx aux côtés de Mollie Hay[8].

## Hommage
- 1975 : cérémonie d'admission au Iowa Women's Hall of Fame (en)[9]
- 1982 : cérémonie d’admission au National Women's Hall of Fame[10].
- La Bibliothèque du Congrès a numérisé et mis en ligne les archives de Carrie Chapman Catt[11],[12].
- Le 26 août 2016, dans le cadre du  Women's Equality Day, un monument du sculpteur de Nashville Alan LeQuire (en) a été dévoilé au Centennial Park, avec des représentations de Sue Shelton White, Carrie Chapman Catt, Anne Dallas Dudley, Abby Crawford Milton (en) et Juno Frankie Pierce (en)[13],[14].